# Thomas Edmondston
Thomas Edmondston est un botaniste britannique, né le 20 septembre 1825 à Buness dans le Shetland et mort le 24 janvier 1846 à Súa (Atacamas) en Équateur.

## Biographie
Il quitte son poste de professeur de botanique à l’université d’Andersons pour être naturaliste à bord de l’HMS Herald qui explore les côtes de l’Amérique de 1845 à 1848. Edmonston meurt accidentellement en 1846, tué par un coup de feu d'un fusil non déchargé, en mettant pied à terre en Équateur.
Il est notamment l’auteur de List of Phanerogamous Plants…observed in the Shetland Islands (1841), Additions to the Phaenogamic Flora of Ten miles around Edinburgh (1843), The Fauna of Shetland (1844) et The Flora of Shetland (1845).

## Note
1. ↑  Plusieurs sources indiquent Edmonston.

- (en) Cet article est partiellement ou en totalité issu de l’article de Wikipédia en anglais intitulé « Thomas Edmonston » (voir la liste des auteurs).